# Trigonidiidae
Los Trigonidiidae son una familia de grillos que se dividen en dos subfamilias:
- Subfamilia Nemobiinae Saussure, 1877 : grillos de madera o grillos de tierra
- Subfamilia Trigonidiinae Saussure, 1874 - grillos cola de espada